# Vijender Singh
Pour les articles homonymes, voir Singh.
Vijender Singh est un boxeur indien né le 29 octobre 1985 à Kaluwas.

## Carrière
Sa carrière amateur est marquée par une médaille de bronze aux Jeux olympiques de Pékin en 2008 et aux championnats du monde à Milan en 2009 dans la catégorie poids moyens. Il a également remporté la médaille d'or aux Jeux asiatiques de Guangzhou en 2010 et celle de bronze quatre ans plus tôt à Doha.

## Parcours auxJeux olympiques
Jeux olympiques d'été de 2008 à Pékin (poids moyens) :
- Bat Badou Jack (Gambie) 13-2
- Bat Angkhan Chomphuphuang (Thaïlande) 13-3
- Bat Carlos Gongora (Équateur) 9-4
- Perd contre Emilio Correa (Cuba) 5-8